# 91号美国国道
91号美国国道（英語：U.S. Route 91）是一条南北方向的美国国道。该公路连接了犹他州布里格姆城和爱达荷州爱达荷福尔斯，全长172.663英里（277.874）。